# Xenaleyrodes artocarpi
Xenaleyrodes artocarpi es un hemíptero de la familia Aleyrodidae, subfamilia Aleyrodinae.
Fue descrita científicamente por primera vez por Takahashi en 1936.